# 紅河
座標: 北緯20度17分 東経106度34分 / 北緯20.283度 東経106.567度

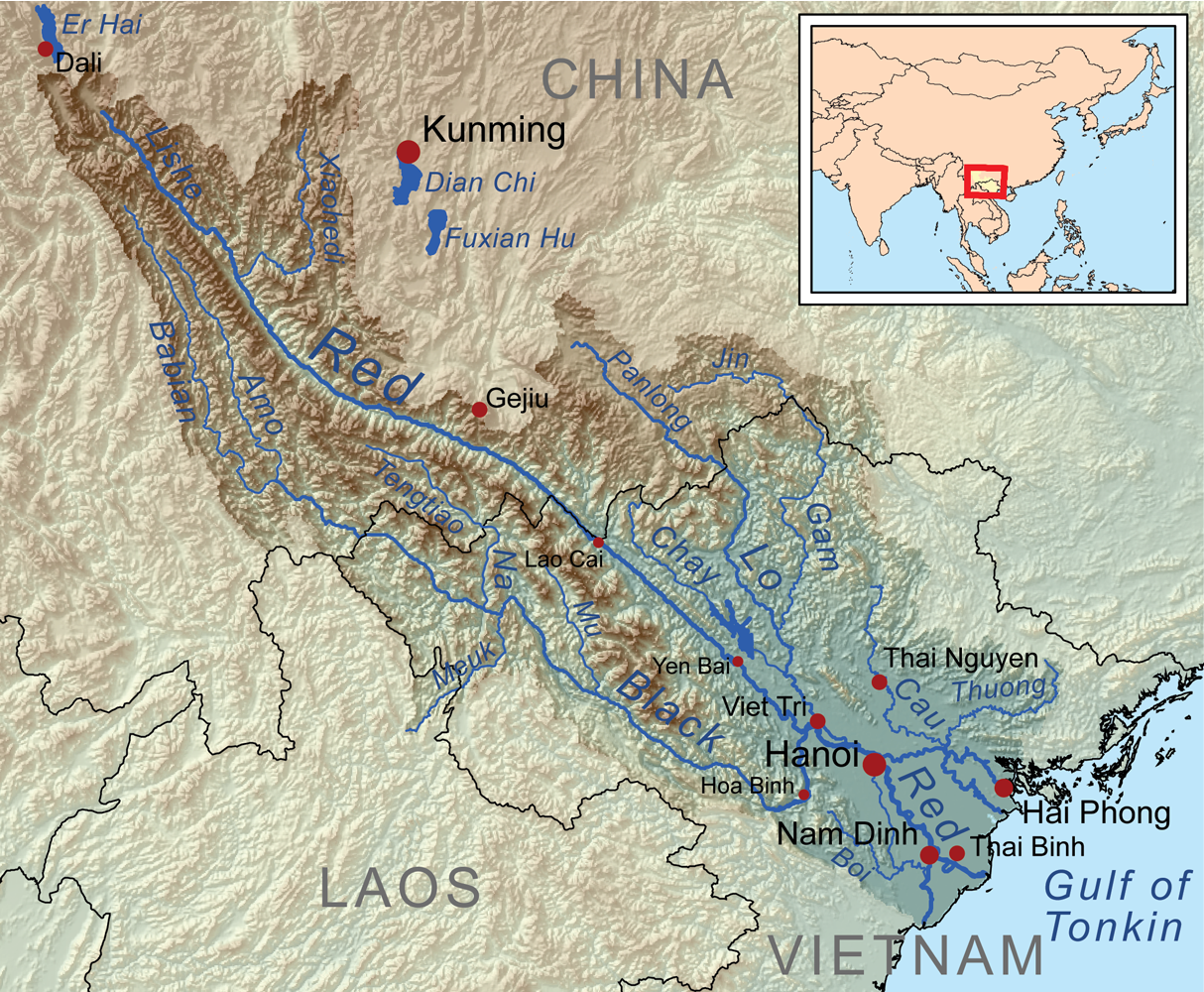
流域図

紅河（こうが、ベトナム語：Sông Hồng / Hồng Hà / 瀧紅 / 紅河）、またはホン川は、インドシナ半島北東部を流れる川。全長 1200 キロメートル。かつてはカイ川（ベトナム語：Sông Cái / 瀧𡡇、「母なる川」）と呼ばれた。

## 概説
水中に含まれる酸化鉄のため水の色が赤い。中国雲南省から発し南東流とハノイ北西で並行するソンボー川とともに紅河デルタを形成し、トンキン湾に注ぐ。世界的な米の産地で多期作が広く行われ、運河も発達している。
金沙江がもともと紅河の上流部であったが、のちに長江に奪われたという説もある。
中華人民共和国雲南省の流域においては、少数民族であるハニ族により世界最大ともいわれる棚田が展開されており、2013年に紅河哈尼棚田群の文化的景観としてユネスコの世界遺産（文化遺産）に登録されている。

## 支流
（下流から記載）
- ロー川（ロ川）
- ダ川（ダー川）